# Linda Lanzillotta
Linda Lanzillotta (Cassano all'Ionio, 7 settembre 1948) è una politica e funzionaria italiana, ministro per gli affari regionali e le autonomie locali nel secondo governo Prodi, nonché deputata alla Camera dal 2006 al 2013 e senatrice della Repubblica dal 2013 al 2018, ricoprendo vari incarichi parlamentari tra cui quello di vicepresidente dell'aula del Senato.

## Biografia
Nata il 7 settembre 1948 a Cassano all'Ionio, in provincia di Cosenza, allieva del liceo ginnasio "Torquato Tasso" di Roma, dove durante la gioventù aderisce per un paio di mesi alla sinistra extraparlamentare, nell'Unione dei Comunisti Italiani (marxisti-leninisti) di ispirazione maoista, e si laurea in lettere e filosofia.
Dal 1971 al 1982 è stata funzionaria dell'ufficio legislativo del Ministero del bilancio e della programmazione economica, dove in quella data vince il concorso come consigliera parlamentare alla Camera dei deputati, in cui è stata funzionaria responsabile per alcuni anni della Commissione Bilancio, programmazione.
Iscrittasi al Partito Socialista Italiano di Bettino Craxi, ha avuto un'esperienza politica con l'incarico di assessore alla programmazione finanziaria nelle giunte capitoline di Francesco Rutelli, che ha mantenuto dal 1993 al 1999.
È stata capo di gabinetto del Ministero del tesoro, del bilancio e della programmazione economica dal 1999 al 2000, durante il secondo governo D'Alema, e segretaria generale della Presidenza del Consiglio dei ministri dal 2000 fino al 2001, durante il secondo governo Amato.

## Carriera politica

### Deputata e ministro de La Margherita
Nel 2002 aderisce alla Margherita (DL) di Rutelli, una lista elettorale centrista che in quell'anno diventa partito, dove confluiscono il Partito Popolare Italiano di Pierluigi Castagnetti, Rinnovamento Italiano di Lamberto Dini e I Democratici di Arturo Parisi.
Alle elezioni politiche del 2006 viene candidata alla Camera dei deputati, ed è stata eletta, dove alle consultazioni politiche la coalizione di centro-sinistra L'Unione guidata da Romano Prodi ne esce vittoriosa, seppur con un risultato risicato. Successivamente con la nascita del secondo governo presieduto da Prodi, viene indicato come Ministro per gli affari regionali e le autonomie locali in quota DL, giurando il 17 maggio 2006 nelle mani del neo-presidente della Repubblica Giorgio Napolitano, incarico che mantiene fino alla fine prematura del governo il 7 maggio 2008.

### Nascita del Partito Democratico
Nel 2007 è stata uno dei 45 membri del Comitato nazionale per il Partito Democratico (PD) che riuniva i leader delle componenti del costituendo partito.
Dopo la vittoria del sindaco di Roma Walter Veltroni alle prime primarie del Partito Democratico, viene nominata da quest'ultimo Responsabile della Pubblica Amministrazione nella Segreteria nazionale del PD. Dopo la sconfitta del PD alle elezioni politiche del 2008, dov'è stata rieletta deputata alla Camera nella circoscrizione Lombardia 1, viene nominata da Veltroni Ministro per la Pubblica amministrazione e l'innovazione nel suo Governo ombra del Partito Democratico, ruolo che ricopre dal 9 maggio 2008 al 21 febbraio 2009.
Il 24 febbraio 2009 Dario Franceschini (già vicesegretario del PD), appena nominato segretario del PD dopo le dimissioni di Veltroni dalla segreteria nazionale, dopo l'esito negativo alle regionali sarde, nomina Lanzillotta Presidente nazionale del Forum Pubblica amministrazione del partito.

### Fondazione e Portavoce di Alleanza per l'Italia
Il 28 ottobre 2009 assieme a Rutelli, il presidente della provincia di Trento Lorenzo Dellai, il deputato dell'UdC Bruno Tabacci, il sindaco di Venezia Massimo Cacciari, l'assessore alla Cultura di Firenze Giuliano da Empoli, Vilma Mazzocco, il banchiere Roberto Mazzotta, Andrea Mondello, l'ex sindaco di Parma Elvio Ubaldi, e Giuseppe Vita pubblicano il "Manifesto per il Cambiamento e il Buongoverno", in considerazione del quale diversi osservatori ritengono che vogliano effettivamente dar vita ad un nuovo partito sul modello del Kadima israeliano. Il successivo 11 novembre lascia il PD, assieme a Rutelli, facendosi promotrice assieme a quest'ultimo di un nuovo partito di stampo centrista: Alleanza per l'Italia (ApI), del quale è stata nominata portavoce.
Il 2 giugno 2012, insieme all'ex sottosegretario agli esteri del secondo governo Prodi Gianni Vernetti, abbandona l'ApI, di cui entrambi sono stati promotori e fondatori, denunciando troppo personalismo da parte del leader Francesco Rutelli ed il fallimento del progetto del Nuovo Polo per l'Italia, coalizione unitaria delle forze moderate e centriste che comprendeva UdC, FLI, API e MpA. La Lanzillotta era stata molto critica con Rutelli dopo lo scoppio dello scandalo che riguardava l'ex tesoriere della Margherita Luigi Lusi, accusato di appropriazione indebita dei rimborsi al partito per spese personali, parlando di omesso controllo da parte di Rutelli, allora presidente della Margherita. La Lanzillotta e Vernetti si iscrivono entrambi al gruppo misto della Camera senza aderire a nessuna componente.

### Senatrice di Scelta Civica e ritorno nel PD

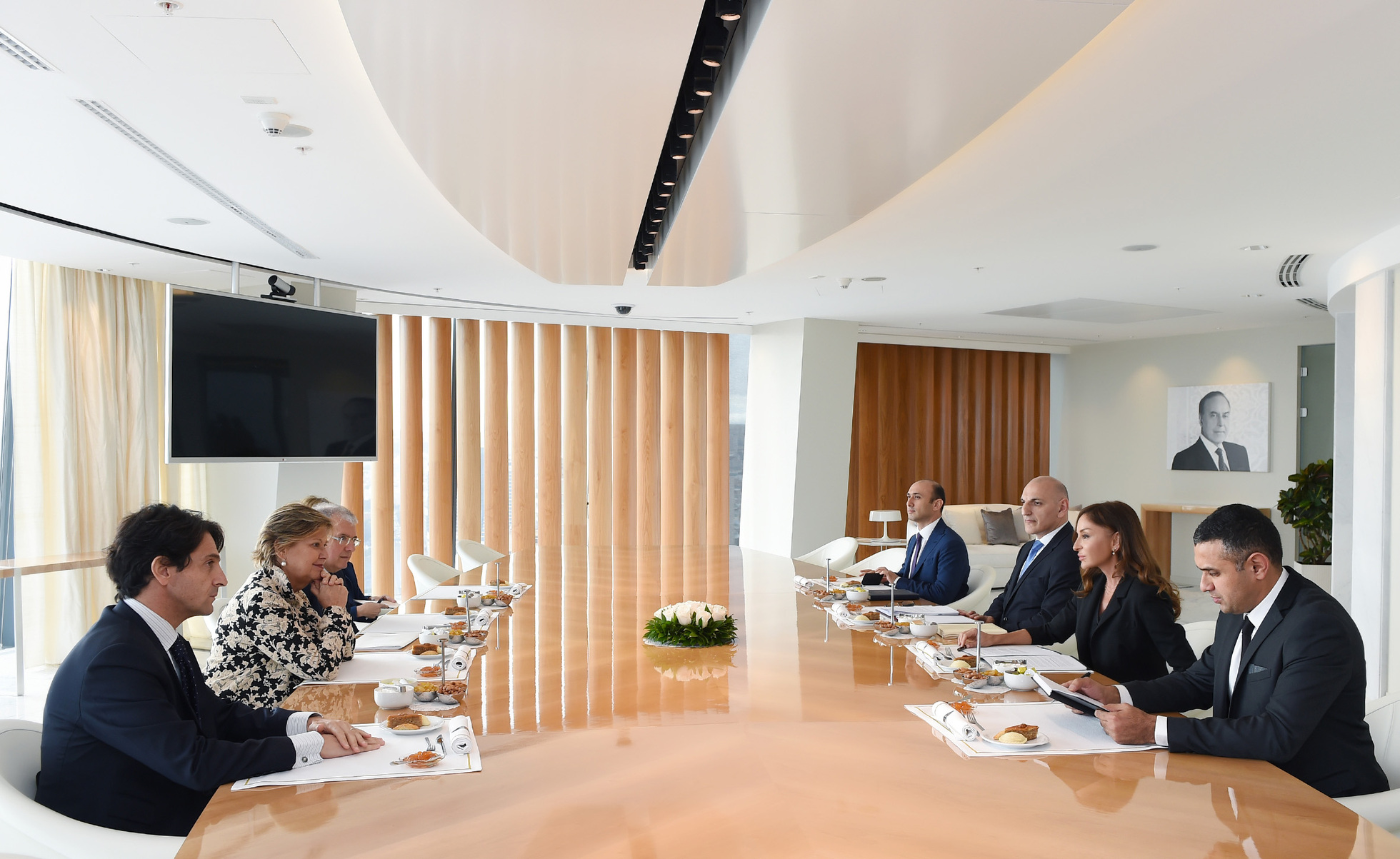
Linda Lanzillotta con il Vicepresidente dell'Azerbaigian Mehriban Əliyeva nel 2017

Alle elezioni politiche del 2013 viene candidata al Senato della Repubblica, ed eletta come unica senatrice tra le liste di Con Monti per l'Italia nella circoscrizione Umbria; Il 21 marzo 2013 viene eletta Vicepresidente del Senato della Repubblica con 126 voti di preferenza; nel corso della XVII legislatura della Repubblica è stata componente della 1ª Commissione Affari costituzionali, della 3ª Commissione Affari esteri ed emigrazione, della Giunta per il regolamento del Senato, nonché segretario della Commissione bicamerale per l'attuazione del federalismo.
Durante l'iter che porta alla votazione sulla decadenza di Silvio Berlusconi in Parlamento, causata dall'effetto della legge Severino, si è dimostrata molte scettica sul voto favorevole.
Nel 2014 vota "No" al consiglio di presidenza del Senato sulla costituzione di parte civile nel processo sulla compravendita dei senatori che vede implicati Silvio Berlusconi e Sergio De Gregorio, su proposta del suo presidente Pietro Grasso, che ne determina la bocciatura. Secondo Il Fatto Quotidiano, questo fatto servirebbe a farla rientrare nelle file del PD (ambizione nota e cosa che avvenne nel 2015), per mantenere apparentemente la posizione contraria di quest'ultimo, ma senza incrinare il Patto del Nazareno.
A febbraio del 2015, insieme ad altri sette parlamentari di Scelta Civica, abbandona il partito e annuncia il passaggio al gruppo parlamentare del Partito Democratico, considerando ormai conclusa l'esperienza formatasi intorno all'ex Presidente del Consiglio Mario Monti.
Il 14 gennaio 2016 è tra i 31 parlamentari, soprattutto di area cattolica, del PD a firmare un emendamento contro l'articolo 5 del disegno di legge Cirinnà riguardante l'adozione del figlio del partner.
A maggio 2022 fonda il Comitato "Daje", assieme a Chicco Testa, Marco Taradash, Claudio Petruccioli e Franco Tatò, con l'obiettivo di appoggiare la scelta del sindaco di Roma Roberto Gualtieri di dotare Roma di un termovalorizzatore entro i prossimi quattro anni.

## Vita privata
È madre di due figli e sposata dal 1996 con Franco Bassanini, ex Ministro per la funzione pubblica e per gli affari regionali, nonché Segretario del Consiglio dei ministri nel primo governo D'Alema.

## Attività scientifica
È stata docente di programmazione e controllo delle pubbliche amministrazioni presso la facoltà di scienze politiche dell'Università degli Studi Roma Tre.
È presidente del think tank Glocus, membro della Fondazione Italia USA dal 2013 con la carica di consigliere delegato, membro dell'Executive Board e Ambassador per l'Italia del Women in Parliaments Global Forum.